# (8565) 1995 WB6
A (8565) 1995 WB6 a Naprendszer kisbolygóövében található aszteroida. T. Niijima és Urata Takesi fedezte fel 1995. november 24-én.